# ويليام دوغلاس ماكهيو
ويليام دوغلاس ماكهيو (بالإنجليزية: William Douglas McHugh)‏ هو محامي وقاضي أمريكي، ولد في 10 سبتمبر 1859 في غالينا في الولايات المتحدة، وتوفي في 26 ديسمبر 1923.